# The Split
The Split és una sèrie de televisió britànica de drama jurídic, escrita i creada per Abi Morgan, que es va emetre al Regne Unit al canal BBC One des del 24 d'abril de 2018. La primera temporada, encarregada l'agost de 2016, segueix la vida de la família Defoe, que treballen en dret de divorcis pel bufet familiar, a part de la germana gran Hannah (Nicola Walker), que treballa per al despatx d'advocats de família rival Noble & Hale, i la seva filla petita n'és la mainadera. La sèrie és protagonitzada per Stephen Mangan, Fiona Button, Annabel Scholey i Barry Atsma.
La segona temporada es va centrar en el retorn de la família Defoe al despatx d'advocats recentment fusionat Noble Hale Defoe, i incloïa la majoria del repartiment original. La tercera i última temporada es va estrenar el 4 d'abril de 2022. Per aquesta interpretació, Walker va ser nominada al premi TV Choice a la millor actriu i al National Television Award a la interpretació dramàtica, mentre que The Split va ser nominada al millor retorn de sèrie dramàtica. Més tard, es va anunciar que la sèrie tornaria per a un especial de dues parts el 29 de desembre de 2024. Aquest especial, ambientat a Barcelona i Sitges, es va subtitular al català per a FilminCAT.